# Rachel Jackson

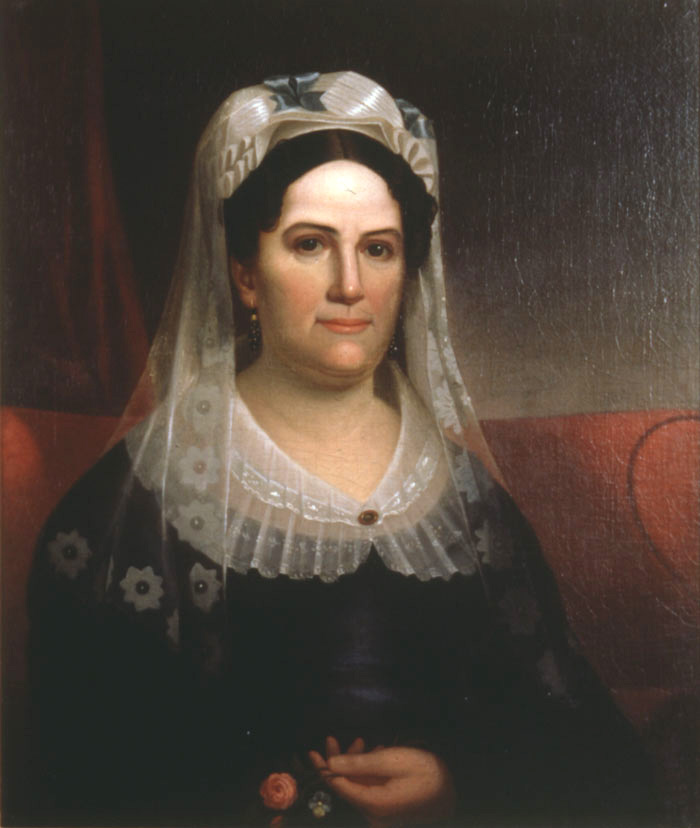
Rachel Jackson

Rachel Donelson Robards Jackson (Contea di Halifax, 15 giugno 1767 – Nashville, 22 dicembre 1828) fu la moglie di Andrew Jackson, il settimo presidente degli Stati Uniti. Morì dopo le elezioni vinte dal marito, poche settimane prima del suo insediamento.

## Biografia
Era la figlia, decima di dodici fratelli, del colonnello John Donelson, di origine scozzese, e di Rachel Stockley.
Pare che la sua famiglia fosse fra le prime ad insediarsi nel Tennessee. Considerata una donna bellissima già da adolescente, Rachel Donelson sposò il capitano Lewis Robards, ma la coppia si separò nel 1790. Tuttavia il divorzio per Rachel e Lewis Robards non fu mai completato, quindi tecnicamente quando la donna sposò Andrew Jackson commise bigamia ed il matrimonio fu annullato. Questa storia saltò fuori in seguito, durante le elezioni presidenziali statunitensi del 1828, per screditare Andrew Jackson. Quando finalmente il divorzio fu completato (il primo nella storia del Kentucky), la coppia si risposò nel 1794. 
Rachel Jackson morì il 22 dicembre 1828, poche settimane prima che il marito, vincitore delle elezioni, si insediasse presidente.
Andrew e Rachel Jackson adottarono due figli. Il primo fu Andrew Jackson Jr. (1808-1865), nipote della donna, in quanto figlio di Severn Donelson. All'epoca dell'adozione entrambi i genitori di Andrew Jr. erano vivi, quindi non sono chiare le motivazioni dell'adozione. Il secondo fu Lyncoya Jackson (1811-1828), indiano-americano trovato da Jackson sul campo di battaglia, al fianco della madre morta. Fu cresciuto dalla coppia dall'età di due anni. Andrew e Rachel Jackson si resero anche tutori legali di sei ragazzi e due ragazze: John Samuel Donelson, Daniel Smith Donelson, Andrew Jackson Donelson, Andrew Jackson Hutchings, Carolina Butler, Eliza Butler, Edward Butler e Anthony Butler.